# 原胤義
原 胤義（はら たねよし、？ - 慶長5年10月1日（1600年11月6日）？）は、安土桃山時代の武将。千葉氏の家臣。原胤栄の子。千葉氏筆頭重臣原氏としては最後の当主。子に原胤信がいる。
千葉氏当主千葉重胤が幼少を理由に後北条氏の人質として小田原城に送られた際に同行する。天正18年（1590年、異説ではその前年）に父が急死したために家督を継ぐ。だが、この時には豊臣秀吉の小田原征伐が始まっており、既に千葉重胤・原胤義主従のいた小田原城は敵に包囲されていた。更に千葉氏の本拠である本佐倉城や原氏の拠点である臼井城・生実城もそれから程なく当主不在のままで陥落した。
やがて後北条氏が降伏すると、千葉氏・原氏ともに改易となって胤義は諸国を流浪したとされている。また、一説によれば千葉氏の後北条氏加担の責任を取る形で小田原落城直前の天正18年6月18日（1590年7月19日）に自害したとも言われている。いずれにしても、後北条氏の人質のまま没落した胤義に当主としての事績は皆無であり、徳川家康に召されて仕官したのもまだ「吉丸」の幼名で呼ばれていた息子の原胤信である。